# Elephantopus elatus
Elephantopus elatus là một loài thực vật có hoa trong họ Cúc. Loài này được Bertol. mô tả khoa học đầu tiên.